# 秩父鉄道ヲキ・ヲキフ100形貨車

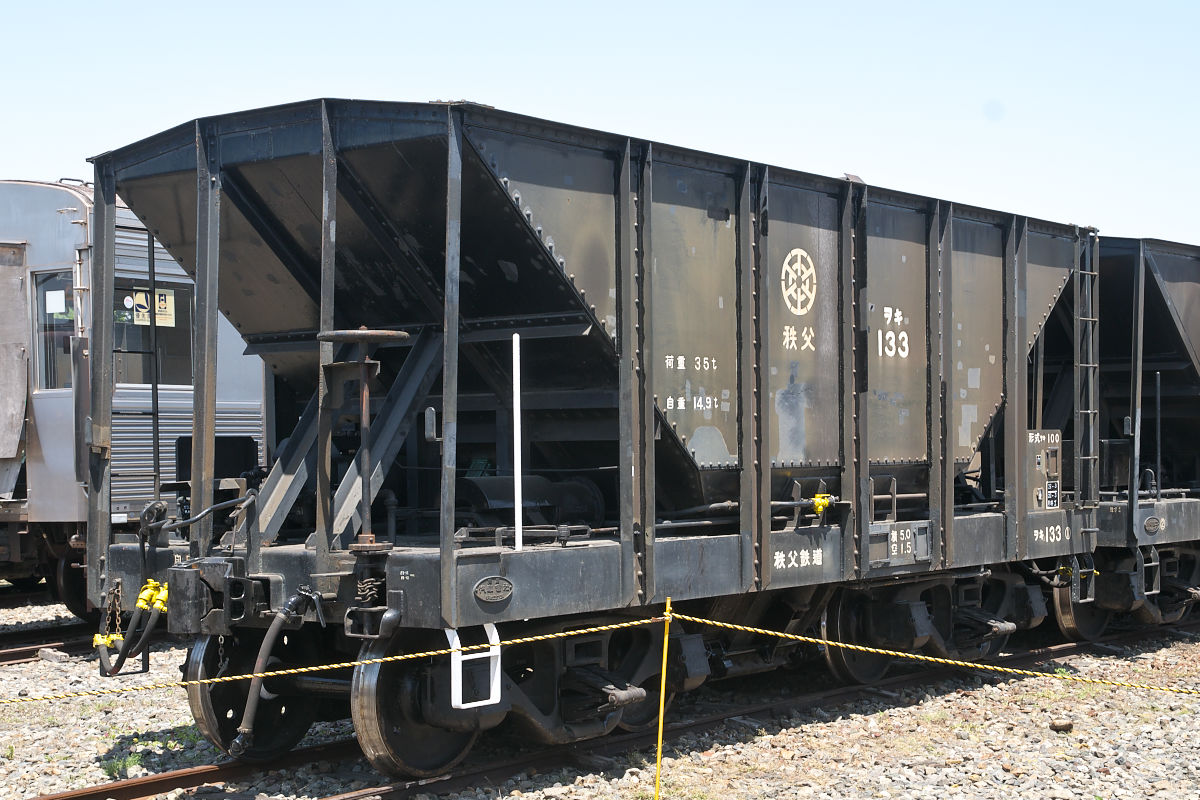
リベット組立の初期製造車（広瀬川原車両基地 2010年5月）

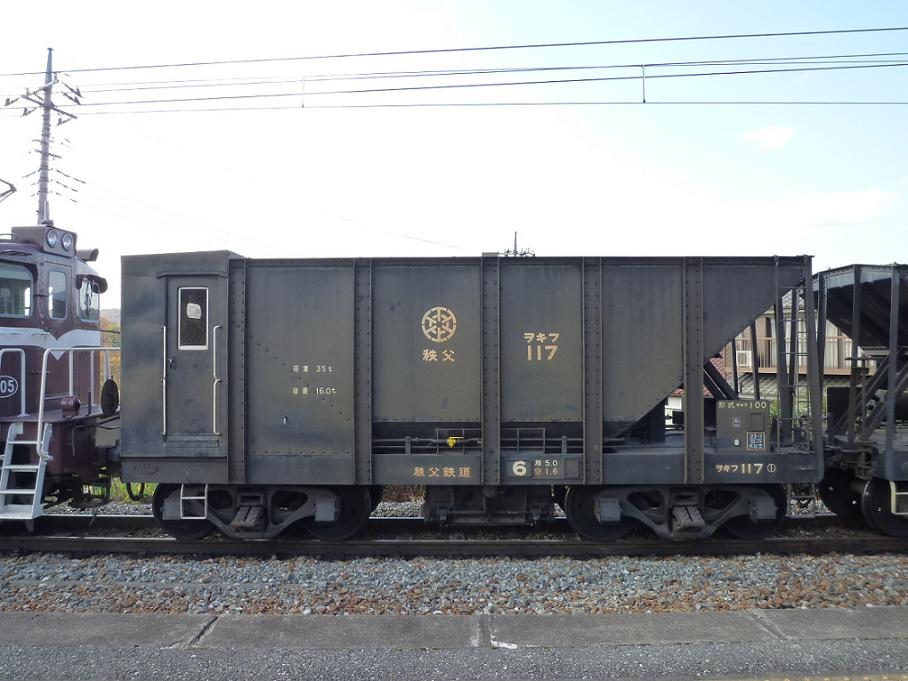
ヲキフ100形（和銅黒谷駅 2010年11月）

秩父鉄道ヲキ100形・ヲキフ100形貨車（ちちぶてつどう-ヲキ100がた・ヲキフ100がた-かしゃ）は、秩父鉄道に在籍する貨車（鉱石運搬用ホッパ車）である。

## 概要
1956年（昭和31年）から汽車製造・川崎重工業(宇都宮）で製造された、35 t積みのボギー式石灰石バラ積みホッパ車で、全車が太平洋セメント所有の私有貨車である。
石灰石の荷卸しは、底板が開き、一度に下に落ちる仕組みである。初期に製造された車両はリベットで組み立てられていたが、後期の車両は溶接によって組み立てられている。
ヲキフ100形は車掌室付だが、1988年（昭和63年）以降、車掌は乗務していない。ヲキ8両、その両端にヲキフを連結して10両編成を組み、これを2本連結して20両編成で使用されていたが、近年この編成は崩れている。現在はヲキ100形はヲキ101-ヲキ110, ヲキ119, ヲキ121, ヲキ124, ヲキ134, ヲキ146, ヲキ153, ヲキ173, ヲキ183が廃車に、ヲキフ100形はヲキフ101-ヲキフ114, ヲキフ118-ヲキフ120, ヲキフ125, ヲキフ131, ヲキフ133-ヲキフ137が廃車になった。特に車掌乗務の廃止後、ヲキフ100形の廃車が進んでいる。2020年現在は、試運転など一部を除いて、影森方にヲキフを1両、ヲキを9両繋げた10両編成を2編成繋いで、20両で使用されている。ヲキフ100形は車掌室の幅員が狭い形の車両と広い形の車両の2種類があったが、現在は広い形のみとなっている。
現在の運用区間は影森駅 - 武州原谷駅 - 武川駅 - 三ヶ尻駅間で、主に太平洋セメント熊谷工場向けの貨物を運んでいる。JRなどの他社線に乗り入れることはない。

## その他
- ヲキ・ヲキフの「ヲ」の由来については、「鉱石」（コヲセキ）からきた説と、英語で鉱石を表す「ore」からきているという2つの説がある[1]が、「鉱石」は歴史的仮名遣いでも「くわうせき」であることから[2]、後者の「ore」を語源とする説が有力となっている。

- 昭和初期、東武東上線にもヲキ1形とヲキフ1形という貨車が存在していた。根古屋線を経由して浅野セメントの根古屋鉱山（埼玉県小川町）で採取した石灰石を運搬するための私有貨車であった。